# Arnd Krüger
Arnd Krüger (Mühlhausen, 1º  luglio 1944) è un mezzofondista e insegnante tedesco, professore ordinario di Scienze dello sport in Germania, che rappresentò la Germania ovest alle Olimpiadi di Città del Messico del 1968.

## Biografia
Presa la maturità a Krefeld, ha fatto i suoi studi universitari (BA en litteratura inglese de l'UCLA nel 1967) e un dottorato in storia medioevale e moderna all'Università di Colonia (1971). Ha fatto studi in California con una borsa di studi come atleta. È stato dieci volte campione nazionale tedesco nel mezzofondo e ha rappresentato la Germania ai Giochi della XIX Olimpiade di Città del Messico del 1968 prendendo parte alla semifinale dei 1500 m.
Dopo il dottorato ha lavorato per la Comitato Olimpico Tedesco (DSB) (1971-1974) come redattore della rivista per allenatori Leistungssport. Negli anni 1974-1978 è stato assistente universitario nel Dipartimento d'Educazione fisica dell'Università di Pedagogia di Berlino, insegnando part-time nell'Accademia nazionale per allenatori a Colonia. Tra il 1978 e il 1980 è stato professore associato di Scienze del movimento all'Università di Amburgo. Dal 1980 è stato professore ordinario all'Università di Göttingen, dove è stato eletto molte volte come preside della Facoltà di Scienze sociali.
Arnd Krüger è stato il presidente fondatore dell'European Committee for Sports History (1995-1997) e fondatore del Niedersächsisches Institut für Sportgeschichte (Istituto della Bassa Sassonia di storia dello sport), di cui è presidente dal 2000. Egli è autore e curatore di più di 40 libri e ha pubblicato in 15 lingue. È stato relatore di 60 tesi di dottorato a Göttingen. È stato visiting professor in Messico e in Giappone. Il WorldCat contiene 409 libri sui.